# (11146) Kirigamine
(11146) Kirigamine (1997 WD3) – planetoida z pasa głównego okrążająca Słońce w ciągu 4,78 lat w średniej odległości 2,84 j.a. Odkryta 23 listopada 1997 roku.